# Niestierowskoje (rejon wołogodzki)
Niestierowskoje (ros. Нестеровское) – wieś w Rosji, w rejonie wołogodzkim obwodu wołogodzkiego. W 2010 r. liczyła 20 mieszkańców.